# Észtország az 1994. évi téli olimpiai játékokon
Észtország a norvégiai Lillehammerben megrendezett 1994. évi téli olimpiai játékok egyik részt vevő nemzete volt. Az országot az olimpián 6 sportágban 26 sportoló képviselte, akik érmet nem szereztek.

## Alpesisí
Férfi
| Versenyző      | Versenyszám | Eredmény      | Helyezés      |
| -------------- | ----------- | ------------- | ------------- |
| Connor O'Brien | Lesiklás    | nem ért célba | nem ért célba |

## Biatlon
Férfi
| Versenyző                                           | Versenyszám      | Lövőhiba     | Időeredmény | Helyezés |
| --------------------------------------------------- | ---------------- | ------------ | ----------- | -------- |
| Urmas Kaldvee                                       | 20 km egyéni     | 7 (1+2+3+1)  | 1:05:23,2   | 61.      |
| Olaf Mihelson                                       | 10 km sprint     | 3 (0+3)      | 32:30,7     | 58.      |
| Kalju Ojaste                                        | 20 km egyéni     | 10 (2+2+5+1) | 1:11:21,4   | 69.      |
| Aivo Udras                                          | 10 km sprint     | 4 (2+2)      | 32:02,1     | 50.      |
| Aivo Udras                                          | 20 km egyéni     | 3 (1+0+0+2)  | 1:00:14,5   | 16.      |
| Hillar Zahkna                                       | 10 km sprint     | 3 (1+2)      | 31:28,7     | 39.      |
| Olaf Mihelson Urmas Kaldvee Aivo Udras Kalju Ojaste | 4 × 7,5 km váltó | 3+0          | 1:35:34,3   | 13.      |

Női
| Versenyző                                                  | Versenyszám      | Lövőhiba    | Időeredmény | Helyezés |
| ---------------------------------------------------------- | ---------------- | ----------- | ----------- | -------- |
| Krista Lepik                                               | 7,5 km sprint    | 5 (2+3)     | 29:40,1     | 58.      |
| Krista Lepik                                               | 15 km egyéni     | 5 (0+2+0+3) | 58:54,9     | 42.      |
| Eveli Peterson                                             | 7,5 km sprint    | 1 (1+0)     | 28:03,8     | 31.      |
| Eveli Peterson                                             | 15 km egyéni     | 3 (0+2+0+1) | 56:11,0     | 27.      |
| Jelena Všivtseva                                           | 7,5 km sprint    | 3 (3+0)     | 29:35,3     | 56.      |
| Jelena Všivtseva                                           | 15 km egyéni     | 6 (2+0+3+1) | 59:50,1     | 53.      |
| Jelena Všivtseva Eveli Peterson Krista Lepik Merle Viirmaa | 4 × 7,5 km váltó | 2           | 1:59:30,4   | 12.      |

## Északi összetett
| Versenyző                                   | Versenyszám | Síugrás | Síugrás | Síugrás    | Sífutás   | Sífutás | Összesítés | Összesítés |
| Versenyző                                   | Versenyszám | Pont    | Hely.   | Időhátrány | Idő       | Hely.   | Idő        | Helyezés   |
| ------------------------------------------- | ----------- | ------- | ------- | ---------- | --------- | ------- | ---------- | ---------- |
| Ilmar Aluvee                                | Egyéni      | 167,0   | 47.     | +8:53      | 39:56,8   | 18.     | 48:49,8    | 39.        |
| Magnar Freimuth                             | Egyéni      | 183,5   | 37.     | +7:03      | 39:55,0   | 17.     | 46:58,0    | 24.        |
| Allar Levandi                               | Egyéni      | 197,5   | 21.*    | +5:30      | 38:50,9   | 3.      | 44:20,9    | 12.        |
| Ago Markvardt                               | Egyéni      | 243,5   | 2.      | +0:23      | 41:26,8   | 35.     | 41:49,8    | 5.         |
| Allar Levandi Ago Markvardt Magnar Freimuth | Csapat      | 619,0   | 4.      | +9:32      | 1:23:35,4 | 5.      | 1:33:07,4  | 4.         |

* - egy másik versenyzővel azonos eredményt ért el

## Műkorcsolya
| Versenyző      | Versenyszám  | Rövid program     | Rövid program | Rövid program | Kűr               | Kűr     | Kűr         | Összesítés         | Összesítés |
| Versenyző      | Versenyszám  | Több. hely. száma | Hely.         | Hely. pont.   | Több. hely. száma | Hely.   | Hely. pont. | Helyezési pontszám | Helyezés   |
| -------------- | ------------ | ----------------- | ------------- | ------------- | ----------------- | ------- | ----------- | ------------------ | ---------- |
| Margus Hernits | Férfi egyéni | 9×25+             | 25.           | 12,5          | kiesett           | kiesett | kiesett     | kiesett            | kiesett    |

## Sífutás
Férfi
| Versenyző                                     | Versenyszám         | Eredmény      | Helyezés      |
| --------------------------------------------- | ------------------- | ------------- | ------------- |
| Elmo Kassin                                   | 10 km               | 26:40,9       | 33.           |
| Elmo Kassin                                   | 15 km üldözőverseny | 40:34,9       | 25.           |
| Elmo Kassin                                   | 30 km               | 1:17:37,7     | 16.           |
| Taivo Kuus                                    | 30 km               | 1:25:52,3     | 63.           |
| Taivo Kuus                                    | 50 km               | 2:19:51,9     | 36.           |
| Jaak Mae                                      | 10 km               | 26:42,7       | 35.           |
| Jaak Mae                                      | 15 km üldözőverseny | 41:46,0       | 40.           |
| Jaak Mae                                      | 30 km               | 1:24:24,1     | 59.           |
| Jaanus Teppan                                 | 50 km               | 2:16:18,8     | 22.           |
| Urmas Välbe                                   | 10 km               | 26:58,4       | 42.           |
| Urmas Välbe                                   | 15 km üldözőverseny | nem ért célba | nem ért célba |
| Urmas Välbe                                   | 30 km               | 1:21:02,5     | 41.           |
| Andrus Veerpalu                               | 10 km               | 26:45,8       | 36.           |
| Andrus Veerpalu                               | 15 km üldözőverseny | 43:56,1       | 55.           |
| Andrus Veerpalu                               | 50 km               | 2:17:24,7     | 26.           |
| Jaak Mae Jaanus Teppan Elmo Kassin Taivo Kuus | 4 × 10 km váltó     | 1:48:57,6     | 11.           |

Női
| Versenyző                                               | Versenyszám         | Eredmény  | Helyezés |
| ------------------------------------------------------- | ------------------- | --------- | -------- |
| Piret Niglas                                            | 5 km                | 15:29,0   | 22.      |
| Piret Niglas                                            | 10 km üldözőverseny | 31:33,5   | 26.      |
| Piret Niglas                                            | 15 km               | 44:48,3   | 23.      |
| Piret Niglas                                            | 30 km               | 1:33:09,3 | 29.      |
| Kristina Šmigun                                         | 5 km                | 15:46,1   | 30.      |
| Kristina Šmigun                                         | 10 km üldözőverseny | 31:51,4   | 27.      |
| Kristina Šmigun                                         | 15 km               | 45:21,1   | 28.      |
| Silja Suija                                             | 5 km                | 16:07,8   | 39.      |
| Silja Suija                                             | 10 km üldözőverseny | 33:55,3   | 46.      |
| Silja Suija                                             | 15 km               | 47:47,5   | 49.      |
| Cristel Vahtra                                          | 5 km                | 15:42,3   | 27.      |
| Cristel Vahtra                                          | 10 km üldözőverseny | 33:32,3   | 42.      |
| Cristel Vahtra                                          | 15 km               | 47:04,1   | 45.      |
| Cristel Vahtra                                          | 30 km               | 1:34:48,6 | 35.      |
| Kristina Šmigun Cristel Vahtra Silja Suija Piret Niglas | 4 × 5 km váltó      | 1:02:32,4 | 12.      |

## Szánkó
| Versenyző     | Versenyszám | 1. futam | 1. futam | 2. futam | 2. futam | 3. futam | 3. futam | 4. futam | 4. futam | Összesítés | Összesítés |
| Versenyző     | Versenyszám | Idő      | Hely.    | Idő      | Hely.    | Idő      | Hely.    | Idő      | Hely.    | Idő        | Helyezés   |
| ------------- | ----------- | -------- | -------- | -------- | -------- | -------- | -------- | -------- | -------- | ---------- | ---------- |
| Helen Novikov | Női egyes   | 50,160   | 19.      | 50,172   | 18.      | 49,808   | 20.      | 50,193   | 20.      | 3:20,333   | 19.        |